# Ciocalypta gibbsi
Ciocalypta gibbsi är en svampdjursart som först beskrevs av Wells, Wells och Gray 1960.  Ciocalypta gibbsi ingår i släktet Ciocalypta och familjen Halichondriidae.
Artens utbredningsområde är North Carolina. Inga underarter finns listade i Catalogue of Life.